# Lucien av Monaco
Lucien av Monaco, född 1481, död 1523, var en monark (herre) av Monaco från 1505 till 1523.
Lucien var son till Claudine av Monaco och efterträdde sin äldre bror Jean II av Monaco.